# Zdravotnictví v Česku
Za zdravotnictví v Česku, můžeme považovat veškerou péči o fyzické a duševní zdraví občanů, prostřednictvím sítě zdravotních zařízení a lídí k tomu účelu vyškolených na území ČR. Jedná se o nemocnice, polikliniky, zdravotní střediska, záchranou službu, ordinace lékařů, lékárny, které stát financuje z povinných daní a pojištění. Na druhou stranu existují různé soukromé organizace, pomáhající lidem s hendikepem, či duševními problémy nebo organizace pomáhající například seniorům, které fungují na principu dobrovolnosti a spoléhající na solidaritu občanů.
Péče je tedy z velké části orgranizovaná a financovaná státem na principu povinnosti, dobrovolnost a solidarita je tímto vytlačena na okraj.
Osoby, které se věnují tomuto úkolu v ČR jsou lékaři, kteří vystudovali na státem provozovaných universitách a získali diplom. Nikdo jiný nemůže ze zákona poskytovat odbornou péči. Lékařům pomáhají všeobecné sestry i specializované sestry. Samozřejmě existuje i podpůrný personál v nemocnicích a dalších zařízeních.

## Řízení a efektivita

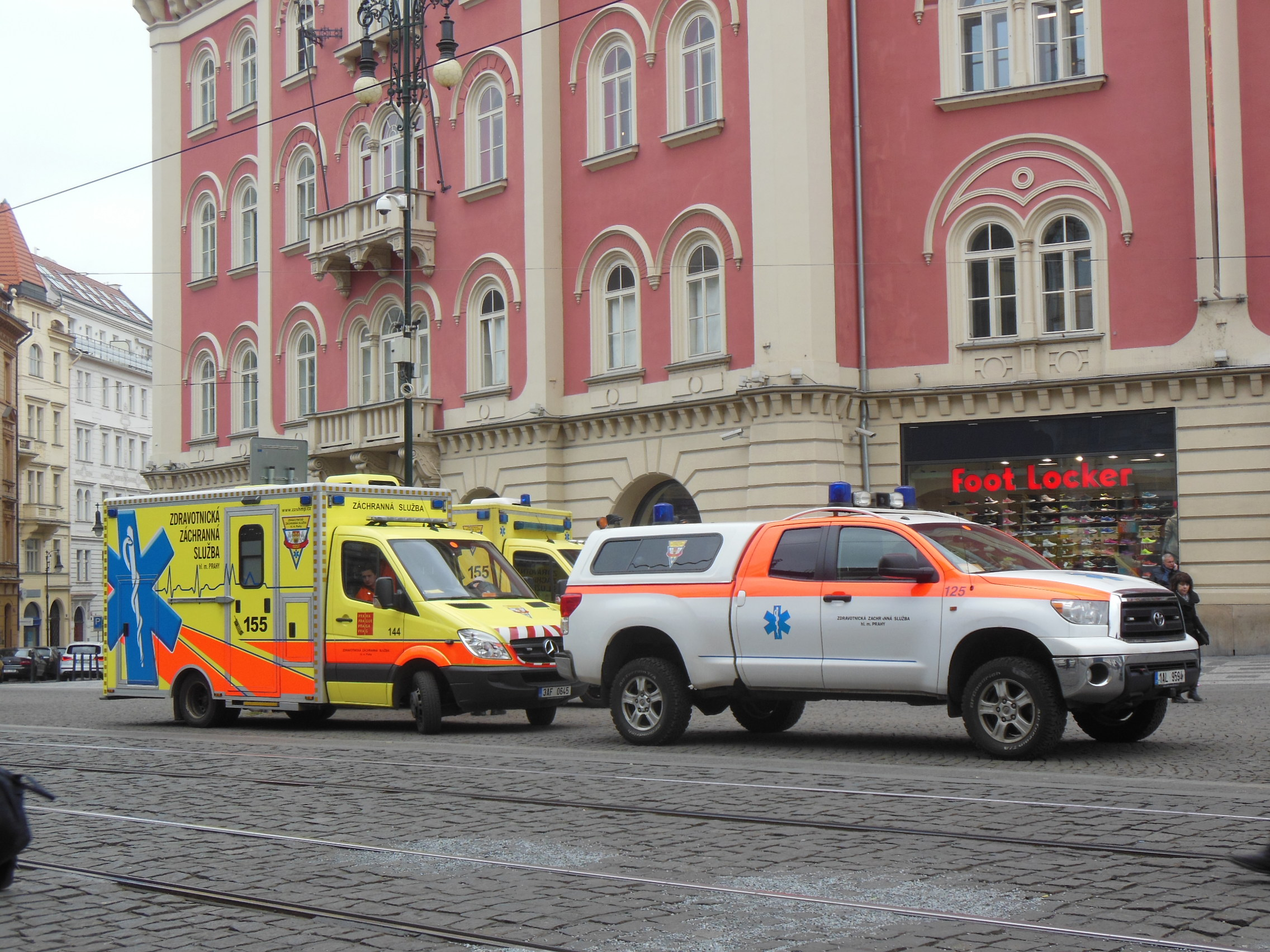
Vozy ambulance v Praze

Zdravotnictví v České republice je charakterizováno kombinací státního řízení a prvků decentralizace. Z hlediska řízení je zdravotnictví poměrně silně ovlivněno centrálním plánováním a regulací ministerstvem zdravotnictví, které každoročně vydává úhradovou vyhlášku stanovující podmínky pro financování zdravotní péče, ceny jednotlivých zákroků a základní rozsah poskytované péče.

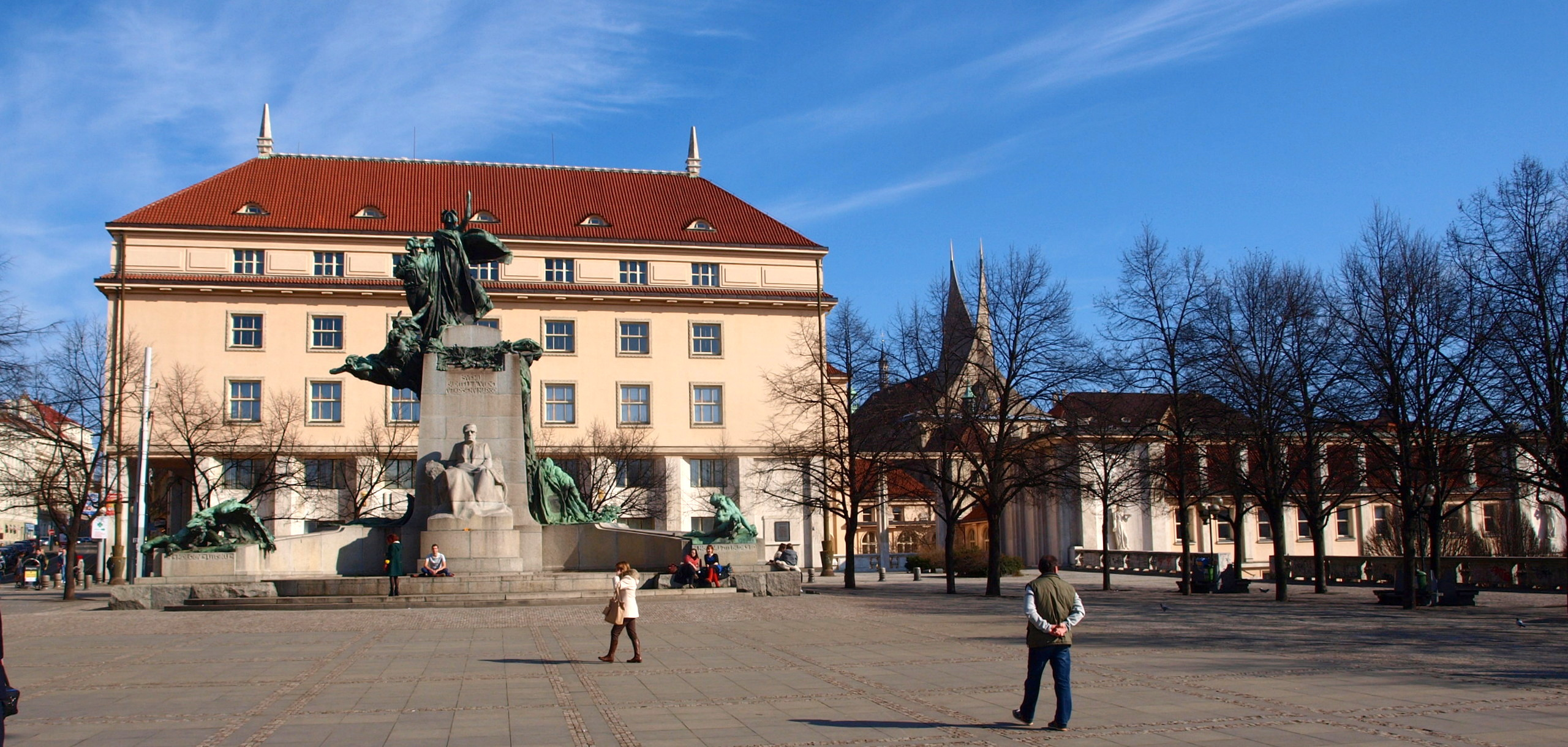
Budova Ministerstva zdravotnictví České republiky

Systém zdravotního pojištění je založen na veřejném zdravotním pojištění, které je povinné pro všechny občany. Výše pojistného je odvozena od příjmu pojištěnce, nikoli od individuálního zdravotního rizika nebo životního stylu. Zdravotní péče je poskytována bez ohledu na příjem jednotlivce, což zajišťuje širokou dostupnost služeb. Tento přístup může být vnímán jako méně motivační z hlediska prevence a osobní odpovědnosti za zdraví.
Poskytovatelé zdravotní péče zahrnují jak státní, tak soukromá zařízení. Fakultní nemocnice spadají pod ministerstvo zdravotnictví, zatímco regionální nemocnice spravují kraje nebo obce. Soukromé zdravotnické subjekty fungují v rámci legislativních omezení a jsou součástí celkového systému zdravotní péče.
Podle žebříčku Euro Health Consumer Index 2016 se Česká republika umístila na 13. místě v Evropě, za Švédskem a před Spojeným královstvím. Tento žebříček hodnotí kvalitu zdravotnictví v jednotlivých zemích na základě různých kritérií, včetně dostupnosti péče, výsledků léčby a práv pacientů.